# Clube Esportivo Naviraiense
Maillots

Le Clube Esportivo Naviraiense est un club brésilien de football basé à Naviraí dans l'État du Mato Grosso do Sul.

## Historique
Le club est fondé le 25 novembre 2005.

## Palmarès
- Championnat du Mato Grosso do Sul :
  - Champion : 2009

- Championnat du Mato Grosso do Sul de deuxième division :
  - Champion : 2007, 2021